# بوبي كولينز
بوبي كولينز (بالإنجليزية: Bobby Collins)‏ هو لاعب كرة قدم أمريكية أمريكي، ولد في 25 أكتوبر 1933.